# البجعة الأمريكية البيضاء
لونها أبيض بشكل رئيسي، والقوادم سوداء، وبعض الأصفر على الكتف وخوافي الجناح.وعلى عكس الأنواع الأخرى هناك ريش على الوجنتين.يزن هذا الطائر أكثر من 9 كغ، وإذا فرد الجناحان فإن المسافة بين طرفيهما تبلغ 3 متر.تعشش على البحيرات الممتدة من كولومبيا البريطانية وماكنزي إلى أواسط كاليفورنيا وشمال داكوتا.وفي الشتاء تكون في مكسيكو وشرق فلوريدا.مع أن البجع الأبيض يكون بنياً في مراحل ما قبل النضوج، فإن البجعة البنية تظل بنية اللون كاملة مدى الحياة، باستثناء الرأس وجانبي العنق البيضاء وفي فصل التكاثر يصبح لون العنق من الخلف كستنائياً داكناً، طول الطائر 100-125سم ووزنه حوالي 7 كغ، يطير ساحباً عنقه إلى الخلف على كتفيه كما تطير أنواع البجع الأخرى، وهو النوع الوحيد من البجع الذي يلتقط الأسماك بالاندفاع بسرعة كبيرة من الجو، ويضرب الماء ضربات قوية بجناحيه، ويختفي تحت سطح الماءللحظات.
تعشش البجعة البنية في مستعمرات كبيرة.في مواقع مبعثرة على شواطئ العالم الجديد من جنوب كارولينا وأواسط كاليفورنيا وحتى شمالي تشيلي وشمال شرق البرازيل بمعدل عشرين للمتر المربع تقريباً، وإن المستعمرات الكبيرة يمكن أن تكون فقط حيث تتوفر الأسماك يكثرة لأن الكميات المطلوبة لإطعام الصغار(تبلغ الحضنة 2-3 أفراخ) ليست قليلة. وتعتبر البجعة البنية مصدراً قيماً للغوانو في البيرو.